# آاگ سی.۵
آاگ سی.۵ (به انگلیسی: AEG C.V) یک هواگرد ساختِ کارخانهٔ آاگ در کشور آلمان است. این هواگرد برای نخستین بار در ۱ فوریه ۱۹۱۶ میلادی مورد استفاده قرار گرفت.